# Eric Dyring
Eric Dyring född 12 juli 1930 i Danmarks församling, Uppsala län, död 30 november 2007 i Göteborgs Johannebergs församling, Göteborg
, var en svensk fysiker, vetenskapsjournalist och författare. 

## Biografi
Dyring avlade studentexamen i Göteborg 1950, blev filosofie kandidat 1957, filosofie licentiat 1963 och filosofie doktor i Uppsala 1966. Han var docent i geokosmofysik vid Uppsala universitet från 1966. Han var med och startade tidskriften Forskning och Framsteg som han också var redaktör för från 1966. Tillsammans med hustrun Annagreta Dyring, född Holmner, startade han företaget Dyringbild. Han var styrelseledamot i Riksförbundet Svensk fotografi 1964–1965. Han var chef för Tekniska museet 1978–1980. 1980 rekryterades han till Dagens Nyheter där han byggde upp tidningens första vetenskapsredaktion. År 1985 fick han Rosénpriset och 1996 tillsammans med hustrun Lars Salvius-priset.
Eric Dyring var far till programledaren Victoria Dyring.